# Qixingtai (köpinghuvudort i Kina, Hubei Sheng, lat 30,41, long 111,89)
Qixingtai (kinesiska: 七星台, Qixingtai Zhen) är en köpinghuvudort i Kina. Den ligger i provinsen Hubei, i den centrala delen av landet, omkring 230 kilometer väster om provinshuvudstaden Wuhan. Antalet invånare är 43 478. Befolkningen består av 21 580 kvinnor och 21 898 män. Barn under 15 år utgör 9,0 %, vuxna 15-64 år 78 %, och äldre över 65 år 11,0 %.
Runt Qixingtai är det tätbefolkat, med 383 invånare per kvadratkilometer. Närmaste större samhälle är Bailizhou, 8,4 km väster om Qixingtai. Trakten runt Qixingtai består till största delen av jordbruksmark.
Genomsnittlig årsnederbörd är 1 313 millimeter. Den regnigaste månaden är maj, med i genomsnitt 197 mm nederbörd, och den torraste är december, med 17 mm nederbörd.